# Манерба-дель-Гарда
Манерба-дель-Гарда, Манерба-дель-Ґарда (італ. Manerba del Garda) — муніципалітет в Італії, у регіоні Ломбардія,  провінція Брешія.
Манерба-дель-Гарда розташована на відстані близько 440 км на північ від Рима, 110 км на схід від Мілана, 25 км на схід від Брешії.

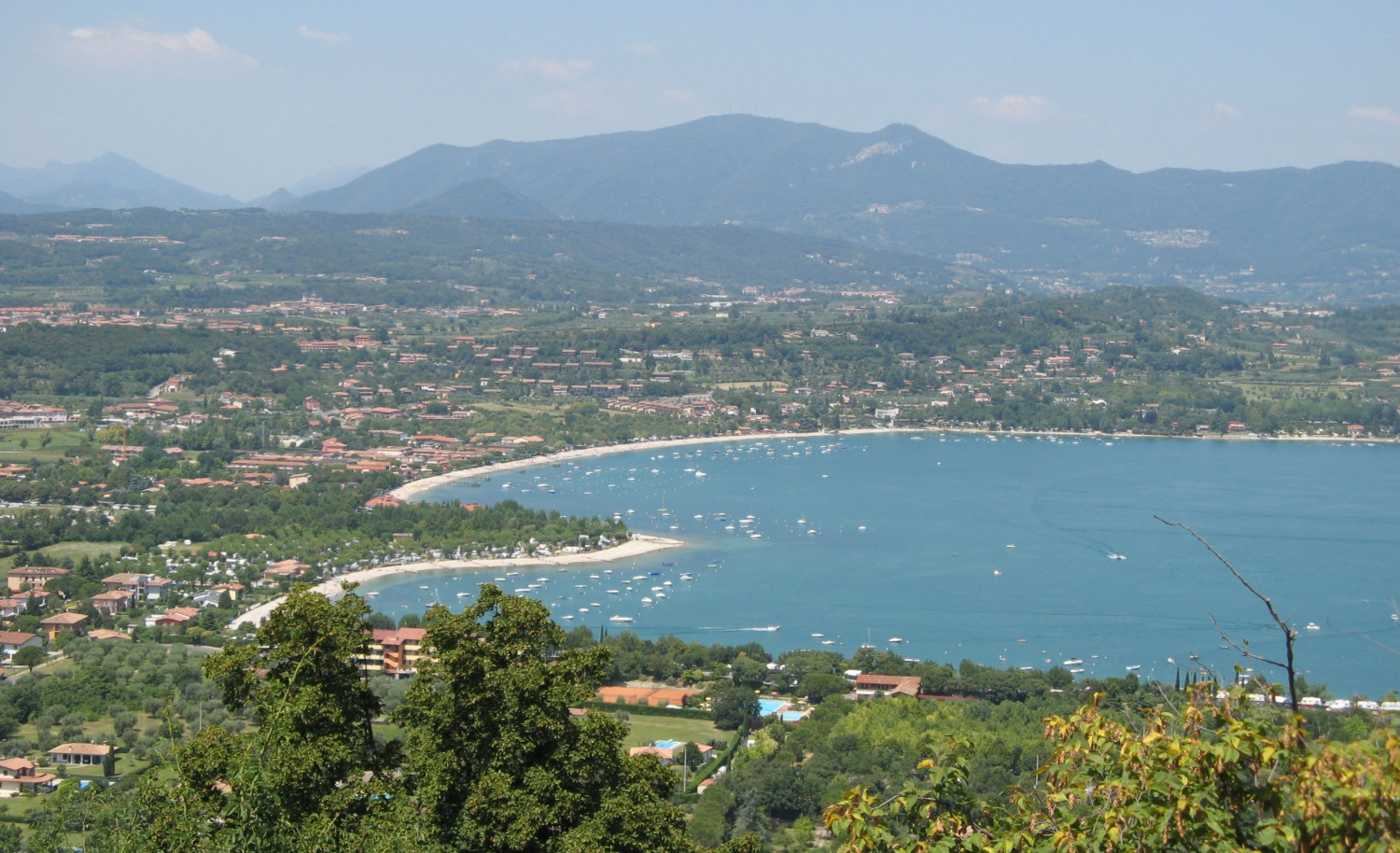

Населення — 5290 осіб (2014).

## Демографія
Населення за роками:

Станом на 1 січня 2023 року в муніципалітеті офіційно проживало 611 іноземців з 55 країн, серед них 236 громадян країн Євросоюзу та 35 громадян України.

## Сусідні муніципалітети
- Моніга-дель-Гарда
- Польпенацце-дель-Гарда
- Пуеньяго-суль-Гарда
- Сан-Феліче-дель-Бенако
- Сояно-дель-Лаго